# 舍尼 (萨尔特省)
舍尼（法語：Chenu，法語發音：[ʃəny] ⓘ）是法国萨尔特省的一个市镇，属于拉弗莱什区。

## 地理
舍尼（47°36'47"N, 0°20'14"E）面积30.56 平方千米，位于法国卢瓦尔河地区大区萨尔特省，该省份为法国西北部内陆省份，北起顺时针与奥恩省、厄尔-卢瓦省、卢瓦-谢尔省、安德尔-卢瓦尔省、曼恩-卢瓦尔省和马耶讷省接壤，是法国大西部的入口，连接卢瓦尔河谷、布列塔尼和巴黎盆地。
与舍尼接壤的市镇（或旧市镇、城区）包括：卢瓦河畔拉布吕埃尔、布雷什、库埃姆、圣欧班勒代潘、圣帕泰尔恩拉康、维利耶欧布安、卢瓦河畔诺让、圣日耳曼达尔塞。

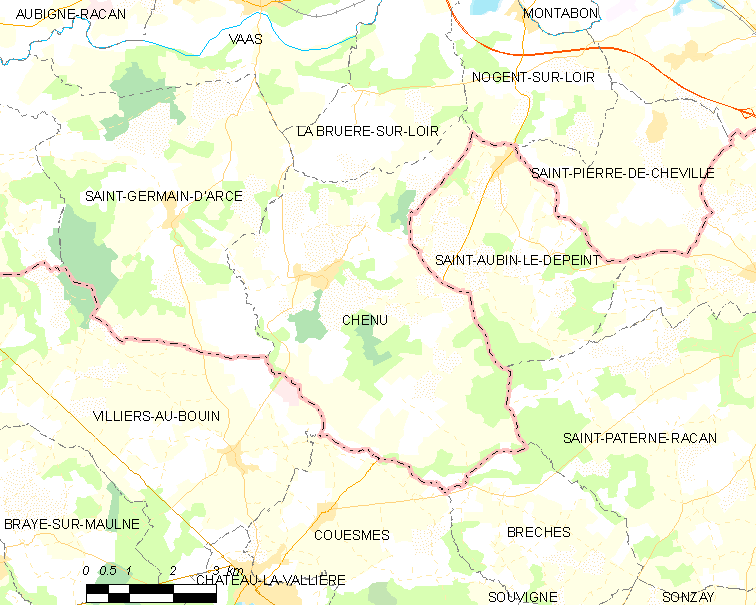
的OSM定位图

舍尼的时区为UTC+01:00、UTC+02:00（夏令时）。

## 行政
舍尼的邮政编码为72500，INSEE市镇编码为72077。

## 政治
舍尼所属的省级选区为勒吕德县。

## 人口

1962-2008年间人口变化图示

舍尼于2022年1月1日时的人口数量为436人。